# Gnocchi alla romana
Gnocchi alla romana ([ˈɲɔkki], „Nocken auf römische Art“) sind ein typisches Gericht der Küche der Region Latium, speziell der römischen Küche. Es besteht aus gratinierten Nocken aus Hartweizengrieß und wird wie Pasta als erster Gang (primo) serviert. Das Gericht wird manchmal mit Gnocchi di patate („Gnocchi aus Kartoffelteig“) verwechselt.
Für den Teig wird der Grieß mit der doppelten Menge Salzwasser oder der vierfachen Menge Milch für zehn Minuten aufgekocht, etwas abgekühlt, mit geriebenem Pecorino oder Parmesan und Eigelb vermischt und mit Muskat gewürzt. Die entstehende Paste wird fingerdick auf einem Tisch oder Blech verteilt und völlig abgekühlt, wobei sie sich etwas verfestigt. Daraus werden mit einem Glas o. Ä. Rondellen ausgestochen, die in einer gebutterten Gratinform ziegelartig aufgeschichtet werden. Danach werden die Gnocchi mit Pecorino oder Parmesan, Butterflocken und bei manchen Rezeptvarianten mit Salbei bestreut und gratiniert.